# Zhen Hua 23
Die Zhen Hua 23 ist ein speziell auf den Transport von Containerbrücken zugeschnittener Schwergutfrachter. Ursprünglich wurde das Schiff als Tanker gebaut. Bekanntheit erlangte das Schiff in Deutschland im März 2012 durch die Lieferung der Containerbrücken für den JadeWeserPort in Wilhelmshaven.

## Geschichte

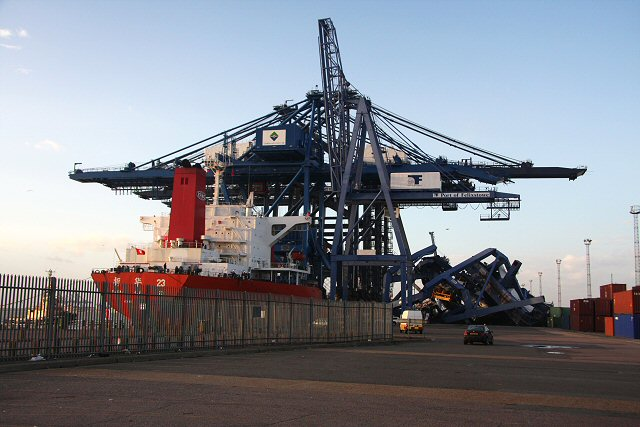
Die Zhen Hua 23 2008 in Felixstowe, rechts neben ihr die umgestürzten Kajenkräne

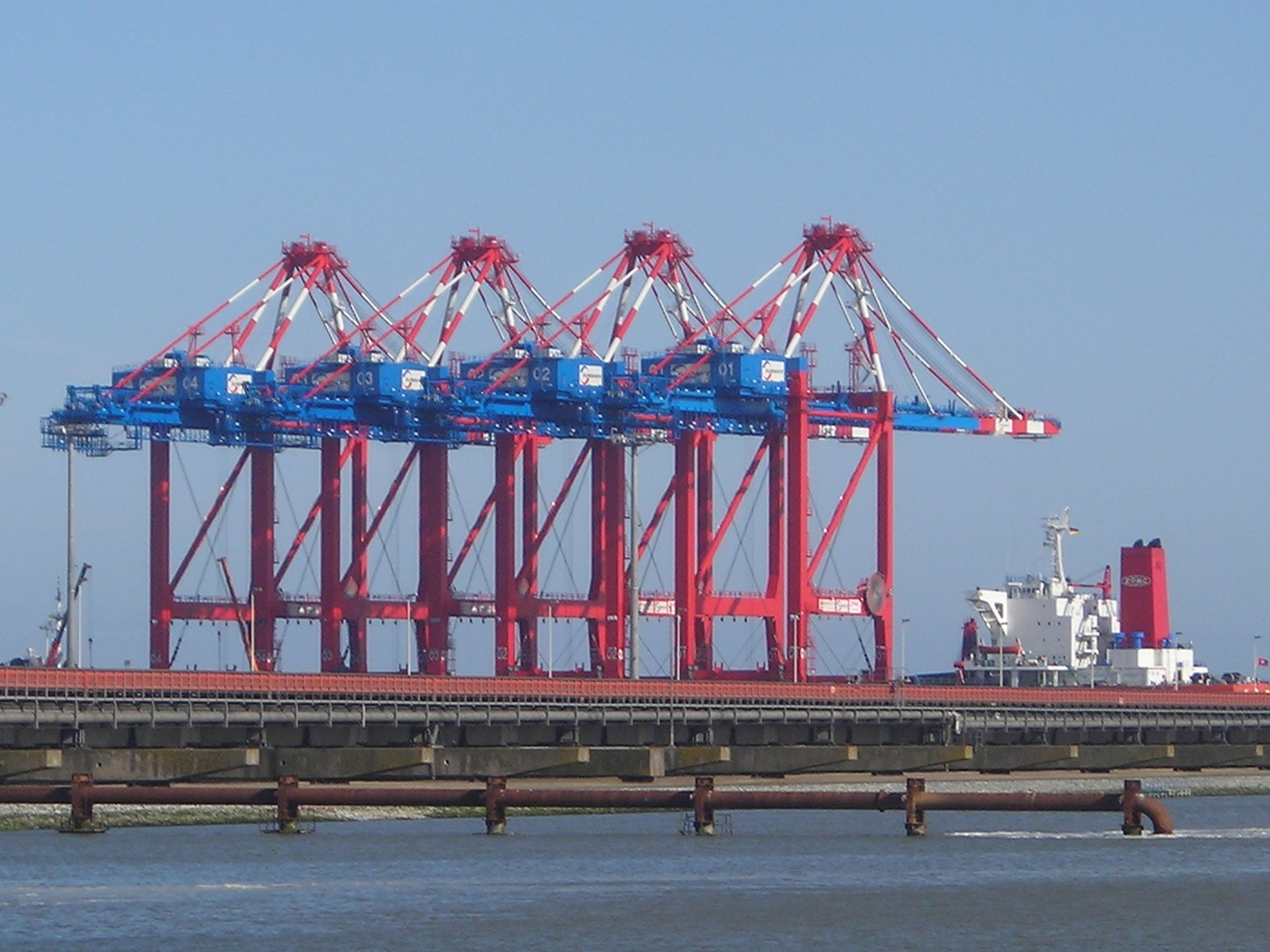
Die Zhen Hua 23 2012 in Wilhelmshaven

Das Schiff wurde 1986 als Rohöltanker Rich Duchess auf der japanischen Werft Kasado Dockyard Company in Kudamatsu gebaut (Baunummer 359, Kiellegung am 3. April 1986, Fertigstellung am 24. Oktober 1986). Auftraggeber war die Reederei Fuyo Kaiun in Ōsaka. 2002 übernahm die V.Ships Norway AS das Schiff und betrieb es bis Mitte 2007.
Im Juli 2007 kaufte die Shanghai Zhenhua Heavy Industry (Hong Kong) Company das Schiff und ließ es zum Schwergutschiff Zhen Hua 23 umbauen. Seit dem Umbau fährt das Schiff unter der Bereederung der Shanghai Zhenhua Shipping Company und transportiert im Auftrag des Mutterkonzerns Shanghai Zhenhua Port Machinery Company Containerbrücken zu ihrem Einsatzort.
Bei einem Aufenthalt Ende Februar 2008 im Hafen Felixstowe riss sich die Zhen Hua 23 bei starkem Wind los und kollidierte mit einem Kai. Dabei wurden zwei ältere Containerbrücken so stark beschädigt, dass sie zusammenbrachen. Über Schäden an den fünf auf der Zhen Hua 23 transportierten Containerbrücken wurde nichts bekannt.
Im März 2012 lieferte die Zhen Hua 23 die ersten vier von 16 geplanten Brücken am JadeWeserPort in Wilhelmshaven ab. Sie sind jeweils 1750 t schwer und 83 m hoch. Die Ausleger sind 69 m lang und können 120 t heben. Damals waren sie die größten Containerbrücken der Welt.

## Technik
Angetrieben wird das Schiff von einem Sechszylinder-Zweitakt-Dieselmotor des Typs 6RTA76 mit einer Leistung von 10.444 kW, der auf einen Festpropeller wirkt. Hergestellt wurde der in Sulzer-Lizenz gebaute Hauptmotor von der Mitsubishi-Maschinenfabrik in Kōbe.
Das Schiff verfügt über eine Ballastwasserkapazität von 96.602 Kubikmetern.